# Dilara Lokmanhekim
Dilara Lokmanhekim (ur. 18 kwietnia 1994) – turecka judoczka. Olimpijka z Rio de Janeiro 2016, gdzie zajęła siedemnaste miejsce w wadze ektralekkiej.
Uczestniczka mistrzostw świata w 2015. Startowała w Pucharze Świata w latach 2012-2015.  Piąta na igrzyskach śródziemnomorskich w 2018. Siódma na igrzyskach europejskich w 2015. Brązowa medalistka mistrzostw Europy w 2016 roku.

## Letnie Igrzyska Olimpijskie 2016
| Konkurencja | Eliminacje            | Klas. końcowa |
| Konkurencja | Przeciwnik I          | Miejsce       |
| ----------- | --------------------- | ------------- |
| -48 kg      | Edna Carrillo (MEX) P | 17.           |